# Johannes Franck
Johannes Franck (eller Johan Franckenius), född 25 januari 1590 i Stockholm, död 16 oktober 1661 i Uppsala, var en svensk professor, rektor för Uppsala universitet.
Johannes Francks far Mattias Franck var borgare i Stockholm och modern Anna Rostorpia var bördig från Mecklenburg. Franck studerade först sju år vid Stockholms skola, men på grund av pesten flyttade familjen sedan till Falun. Johannes Franck sändes till trivialskola i Rostock och där studerade han i sju år till medan han bodde hos släktingar på mödernet. 1610 inskrevs han vid universitetet i Rostock, men efter två års studier där hemkallades han av föräldrarna i Falun.
I ytterligare två år undervisades han i Sverige av Casper Fidlerus, som annars var arkiater åt Karl IX. Han återvände sedan till Tyskland och besökte universitet i Königsberg och Greifswald. När fadern avled 1617 var han återigen tvungen att återvända till Sverige. På grund av rekommendationer av Olof Bure fick Franck kungligt stipendium och kunde därför slutföra sin utbildning utomlands (det fanns ännu ingen medicinsk utbildning i Sverige). Han begav sig därför för tredje gången till Tyskland, författade och utgav 1618 en bok, Signatur, promoverades till filosofie magister, och återkom 1622 till ett pesthärjat Sverige.
Pesten hade tvingat Uppsala universitet att mer eller mindre lägga ner sin verksamhet, men Franck begav sig ändå dit och disputerade 1623. 1624 inrättades två professurer i medicin. Franck utsågs till extra ordinarie professor, och fyra år senare till ordinarie (Botanices & Anatomiæ professor). Han var rektor för universitetet 1630, 1636 och 1642.
Som professor i medicin inriktade Francke undervisningen framför allt på botanik medan anatomin blev lidande, och anatomiundervisningen var länge eftersatt i Uppsala. De disputationer som lades fram för honom brukade han avsluta med några kommentarer om alkemi, astronomi och fysik.
1661 begärde han av hälsoskäl avsked från sin professur, och avled senare samma år.
Franck gifte sig 1629 med änkan efter skolrektorn Laurentius Wallerius, och fick två söner och fyra döttrar. Sönerna for till Ostindien och avled utrikes. Tre döttrar dog i unga år. Dottern Lisken Franck var förlovad med en man som bedrog henne och tog hennes arv, och hon levde av nådegåvor av professorerna.
Primus e Suecis in botanicis Clarus (Den förste framstående botanisten i Sverige) var Linnés karaktäristik av Frankenius i sin Flora Lapponica. Frankenius hade år 1638 publicerat det första större botaniska arbetet i vårt land Speculum botanicum med cirka 380 arter samt uppföljning med en väsentligen utökad upplaga 1659, Speculum botanicum renovatum, som innehöll cirka 480 arter. Arbetena är betydelsefulla då de är de äldsta förteckningarna över växter och växtnamn i Sverige utförda av en botaniskt skolad person, som inte enbart följer den medeltida örtbokstraditionen utan visar vilka växter som var kända i landet under 1600-talets första hälft och som bedömdes så betydelsefulla att de skulle namnges. Arterna är sorterade efter dåtidens latinska namn, dvs. före Linnés systematisering, vilket innebär att en och samma art kan ha flera latinska namn. Enen anges exempelvis i Rydéns bok ha sex olika latinska namn. Likaså anger Franckenius upp till tio olika svenska namn på samma art och många av namnen lever fortfarande kvar. Rydén har även kopplat arterna till nutida vetenskaplig nomenklatur enligt Krok-Almquist, 28 uppl.